# Phelister simoni
Phelister simoni är en skalbaggsart som beskrevs av Lewis 1889. Phelister simoni ingår i släktet Phelister och familjen stumpbaggar. Inga underarter finns listade i Catalogue of Life.